# 王毅 (1920年)
王毅（1920年—2020年3月20日），女，山西汾西人，中国政治人物，吉林省妇联原主任，吉林省人大常委会原委员，第三届全国人大代表。

## 生平
1938年加入中国共产党，同年参加山西省赵城县抗日救国牺盟会。1939年后，历任山西省赵城县妇女救国会副主任、主任，山西省沁源县人民抗日武装委员会政治工作部部长，中共安泽县第五区委副书记、书记，吉林省农安县委宣传部部长，辽北省哲里木盟妇委书记等职务。1949年7月后，历任辽西省妇联主任，吉林省妇联主任，省人大常委会委员（1980年－1988年）等职务。2020年3月20日在长春市逝世。